# Château de Schwerin
 (mars 2017).
Si vous disposez d'ouvrages ou d'articles de référence ou si vous connaissez des sites web de qualité traitant du thème abordé ici, merci de compléter l'article en donnant les références utiles à sa vérifiabilité et en les liant à la section « Notes et références ».
Le château de Schwerin (en allemand : Schweriner Schloss) est un château médiéval situé dans la ville de Schwerin, capitale du Land de Mecklembourg-Poméranie-Occidentale en Allemagne. 
Pendant des siècles, le château a été la résidence des ducs et grands-ducs de Mecklembourg, puis de Mecklembourg-Schwerin, avant de devenir le siège du parlement de Mecklembourg-Poméranie-Occidentale. Aujourd'hui, c'est un lieu touristique qui appartient au parlement du Land. 

## Histoire

### Xesiècle
Les plus anciennes traces d'un château à Schwerin datent de 973. Le marchand  Ibrahim ibn Ya'qub, qui voyageait dans la zone slave d'Europe, fait en effet mention d'un fort appartenant au peuple slave des Abodrites situé sur une île du lac de Schwerin.

### XIIesiècle
En 1160, le fort de Schwerin fut la cible d'une expédition de conquête dirigée par Henri XII de Bavière dans le cadre d'une tentative d'expansion. Les défenseurs abodrites, menés par le prince slave Niklot, le détruisirent et l'abandonnèrent devant la supériorité ennemie. Les conquérants allemands reconnurent eux aussi l'excellente situation stratégique et construisirent là une nouvelle forteresse. La même année naquit la ville de Schwerin.
La ville atteignit une signification particulière avec l'établissement d'un évêché dans ses murs. En 1167, Henri XII de Bavière confia le comté de Schwerin à son vassal Gosselin de Hagen, et le reste de la région au fils de Niklot, Pribislav.

### XIVesiècle
En 1358, le comté de Schwerin fut racheté par les descendants de Niklot qui étaient devenus ducs de Mecklembourg en 1348. Ils laissèrent alors leur résidence de Wismar pour s'installer sur l'île fortifiée de Schwerin. À l'époque du gothique flamboyant, le changement de style de vie des ducs, et leur envie grandissante d'un château représentatif de leur pouvoir les amènent à des changements architecturaux. Des bâtiments construits à cette époque, il ne reste aujourd'hui que celui que l'on nomme la maison de l'évêque.

### XVIesiècle
C'est avec le duc Jean-Albert Ier (1525-1576), qui fit subir au château d'importants changements, que ses façades furent ornées de terre cuite rouge. L'utilisation de terre cuite dans la construction pendant la Renaissance était très courant en Allemagne du Nord, comme en témoignent les châteaux de Wismar ou de Gadebusch. La terre cuite venait d'un atelier de Lübeck.

Quelques années plus tard, de 1560 à 1563, le duc Jean-Albert Ier fait reconstruire la chapelle du château (de). La première église protestante du Mecklembourg est réalisée par l'architecte Christoph Hausbitz, qui s'inspire de celles de Torgau et Dresde, construites quelques années plus tôt. Le portail de grès du château, avec son fronton représentant le port de la croix, est l'œuvre du sculpteur Hans Walther (de). Dans les niches des fenêtres de la galerie nord se trouvent des sculptures en albâtre représentant des scènes bibliques. Cinq d'entre elles furent réalisées par le hollandais Willem van den Broecke, surnommé Paludanus, très connu de son temps.

Comme le château avait besoin de défenses supplémentaires malgré sa situation insulaire, trois bastions (au Nord-Ouest, Sud-Ouest et Sud-Est) furent construits au milieu du XVIe siècle, vraisemblablement par des architectes italiens qui travaillaient pour Francesco a Bornau à Dömitz. Ces constructions, qui ont connu plusieurs modifications par la suite, existent toujours aujourd'hui.

### XVIIesiècle
À partir de 1612, et jusqu'au déclenchement de la guerre de Trente Ans, l'architecte du Mecklembourg Ghert Evert Piloot travailla pour un projet de reconstruction totale du château de Schwerin, dans le style de la Renaissance hollandaise. En 1617 commencèrent donc sous sa conduite les premiers travaux, qui durent vite s'arrêter à cause de la guerre. Une partie des plans de Piloot fut toutefois réutilisée entre 1635 et 1643 quand il s'agit de surélever les bâtiments au-dessus des cuisines du château et de l'église, et de leur donner des façades dans le style de la Renaissance hollandaise.

### XVIIIesiècle
Pendant cette période, un bâtiment à colombage fut construit pour abriter une collection de tableaux. Le pavillon de thé (Teepavillon) fut également réalisé, avec sur son perron quatre angelots du sculpteur Johann Christoph Lücke.
En 1756, la cour quitta Schwerin pour s'installer à Ludwigslust.

### XIXesiècle
Quand la cour revint à Schwerin en 1837, les bâtiments du château se trouvaient dans un mauvais état pour être habités. De plus, les bâtiments d'architectures et de styles différents ne convenaient pas au souverain. C'est pourquoi le grand-duc Paul-Frédéric de Mecklembourg-Schwerin décida de reconstruire le château, en faisant appel à l'architecte de la cour Georg Adolph Demmler (de). Le chantier fut interrompu au bout de quelques mois, car Paul-Frédéric décéda subitement en 1842 et son successeur Frédéric-François II de Mecklembourg-Schwerin prit de la distance avec ce projet, en décidant une restructuration profonde du site historique. Cette reconstruction devait concerner le site dans son entier, et seuls quelques bâtiments des XVIe et XVIIe siècles devaient être épargnés. Une demande supplémentaire du grand duc était la réalisation d'une façade représentative dans l'axe de la rue menant de la ville au château, déjà valorisée par de nombreuses nouvelles constructions. Après le refus par le grand duc des projets de l'architecte de Dresde Gottfried Semper et de l'architecte berlinois de la cour Friedrich August Stüler, Demmler proposa de garder des éléments de ceux-ci tout en s'inspirant des châteaux français de la Renaissance.

Né en 1804 à Berlin, et ayant grandi à Güstrow, Demmler étudia à l'Académie d'architecture de Berlin et obtint son premier emploi en 1823 à Schwerin. Il dirigea en 1825-1826 le chantier d'un bâtiment du gouvernement dans la rue du château (abritant aujourd'hui la chancellerie). Cette mission fut suivie par bien d'autres, comme la réalisation de la façade de la mairie de la vieille ville, la reconstruction de l'arsenal et des écuries, et des études d'urbanisme, car Schwerin s'étendait chaque année encore plus au-delà de ses murs datant du Moyen Âge. Demmler avait d'abord proposé lui aussi en tant qu'architecte un premier projet de reconstruction du château, qui fut également rejeté, comme ceux de Sempler et Stüler. Il entreprit alors un voyage d'étude en France, où il s'inspira notamment du château de Chambord pour proposer un nouveau projet, qui fut accepté.

Avec la reconstruction du château de Schwerin, Demmler réussit son œuvre la plus remarquable. Il dirigea la construction depuis les démolitions en 1843 jusqu'au début de l'année 1851. À cette époque, l'architecte s'efforçait d'adoucir la dureté sociale des ouvriers du château par la création d'une caisse d'assurance accident et maladie, et plusieurs fois il prit position en faveur d'un juste salaire des employés. Son engagement dans le mouvement civique et démocratique de 1848-1849 et son combat pour le maintien de la constitution furent utilisés par les cercles conservateurs de la cour qui obtinrent finalement son renvoi en 1851. Demmler n'obtint plus aucune commande publique, et se mit à s'occuper de 
projets d'urbanisme qui ne furent cependant pas réalisés de son vivant. En 1877-1878, il fut député social-démocrate au Reichstag. Il mourut en 1886 à Schwerin.

La succession de Demmler pour la conduite des travaux revint à l'architecte berlinois Stüler. Il modifia le projet de son prédécesseur, notamment au niveau de la façade donnant sur la ville, en l'enrichissant de la statue équestre de Niklot, et en faisant ajouter un immense dôme. L'architecte d'intérieur berlinois Heinrich Strack fut également choisi. La décoration intérieure fut réalisée par des ouvriers de Berlin et de Schwerin.
L'inauguration solennelle du château eut lieu en mai 1857. Le compositeur Friedrich von Flotow avait écrit son opéra Johann Albrecht spécialement pour cette occasion.

Le château de Schwerin vu du Sud
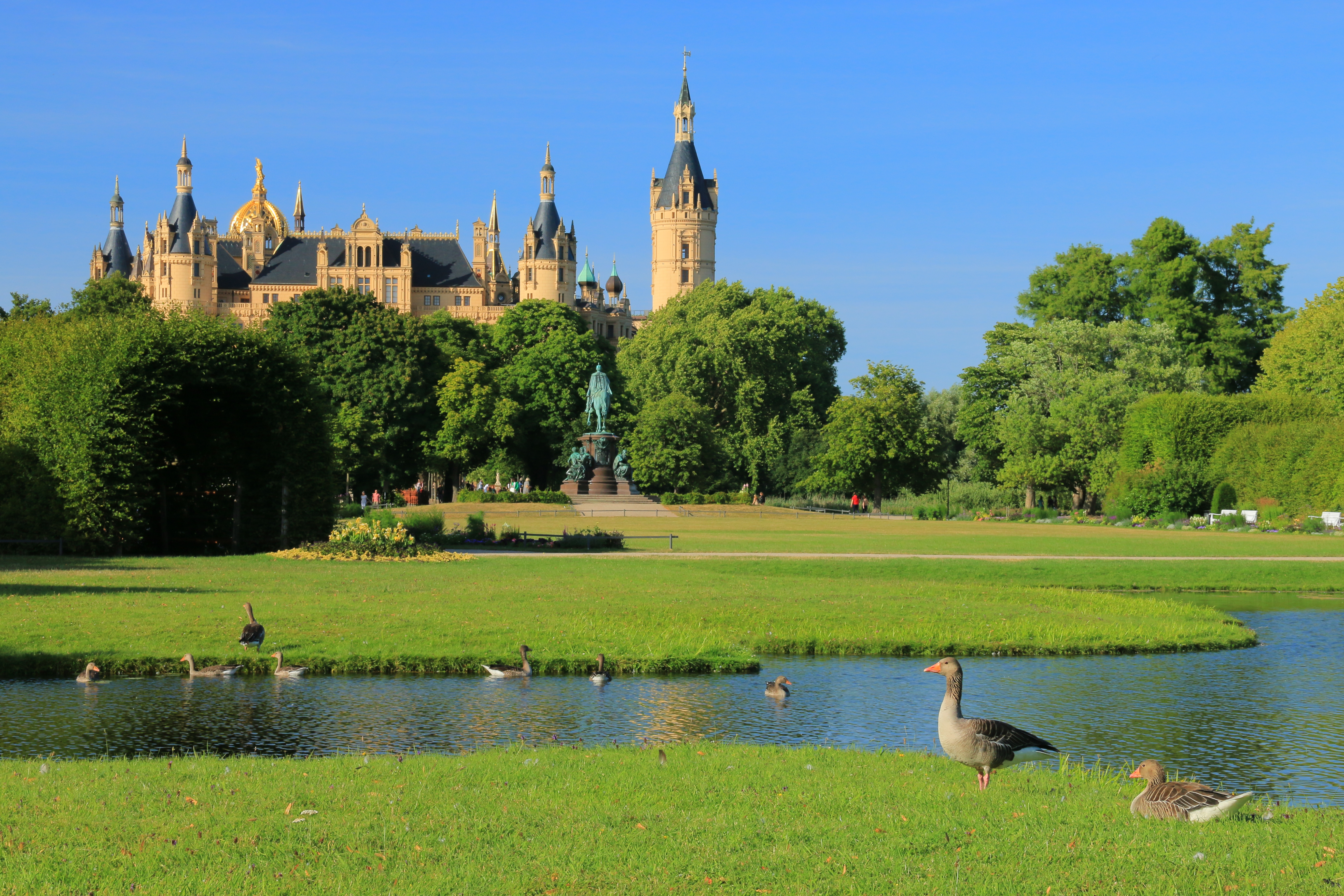
Le château de Schwerin vu depuis le parc
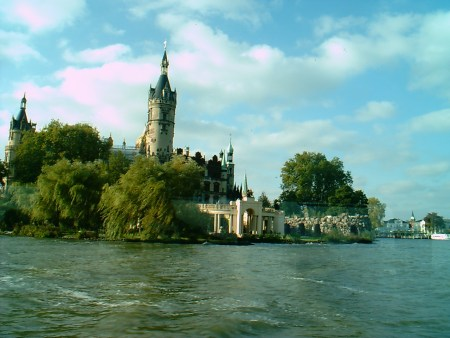
Le château de Schwerin depuis le lac
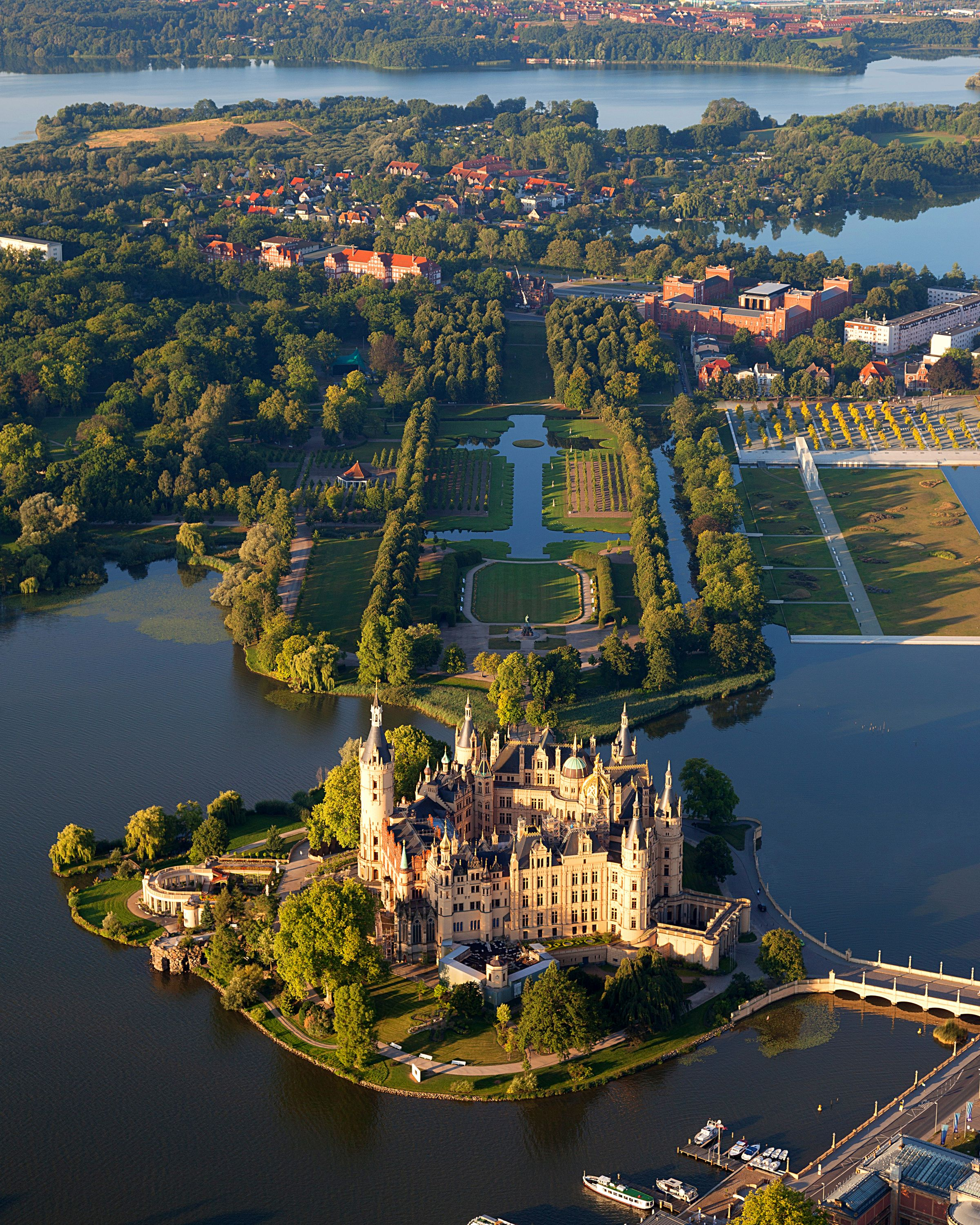
Le château de Schwerin
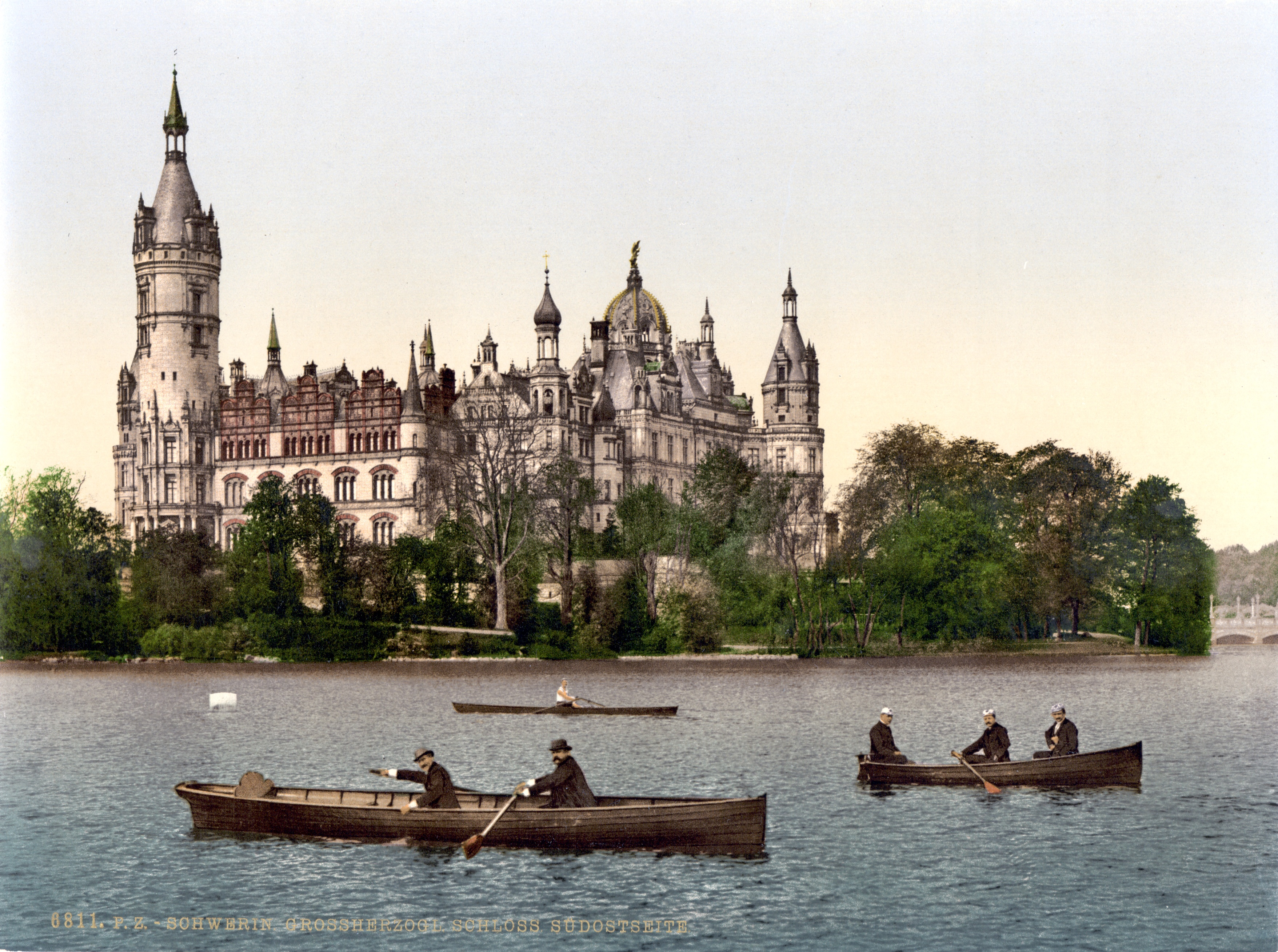
Le château de Schwerin vers 1900
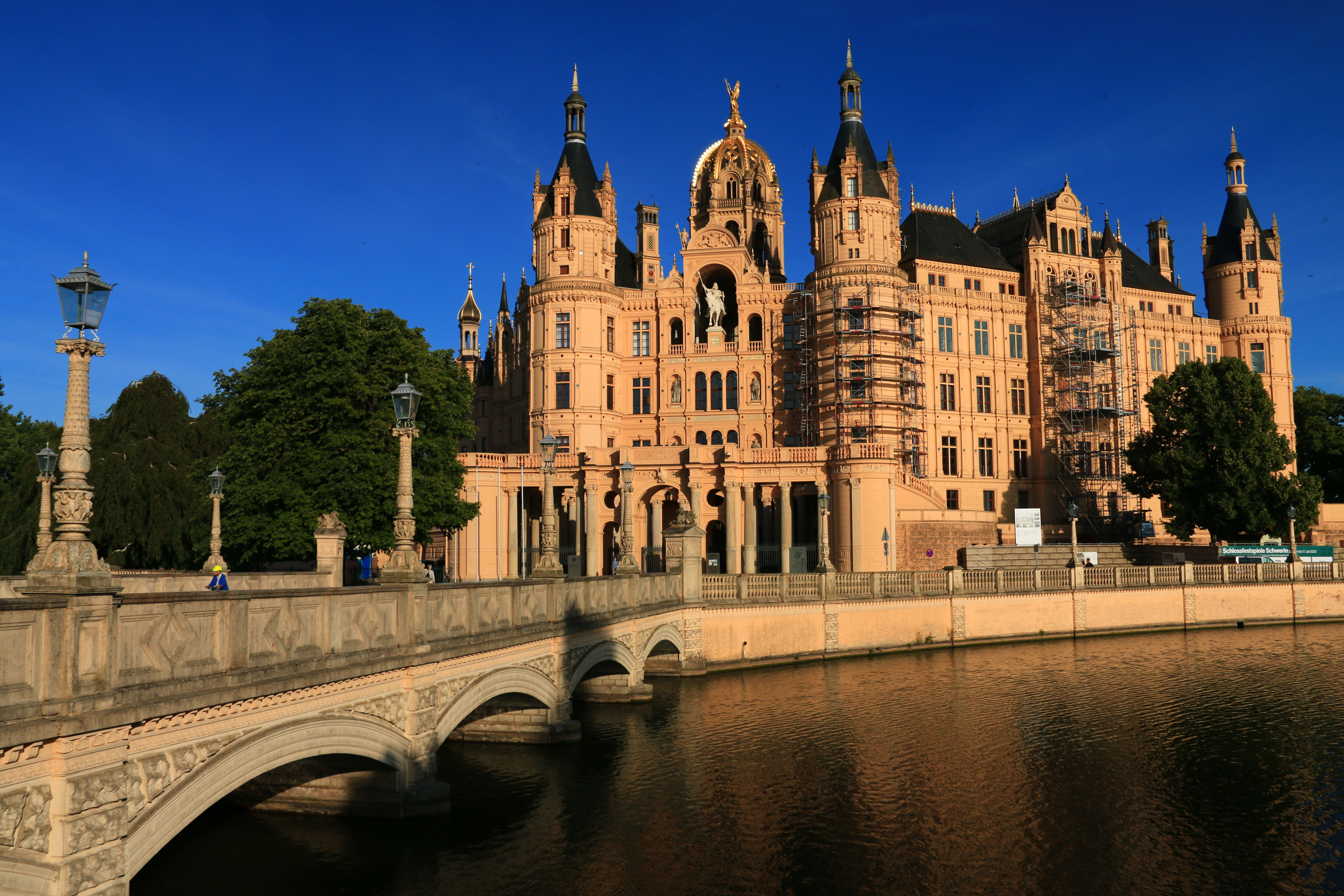
Le château et le pont du château en fin d'après-midi
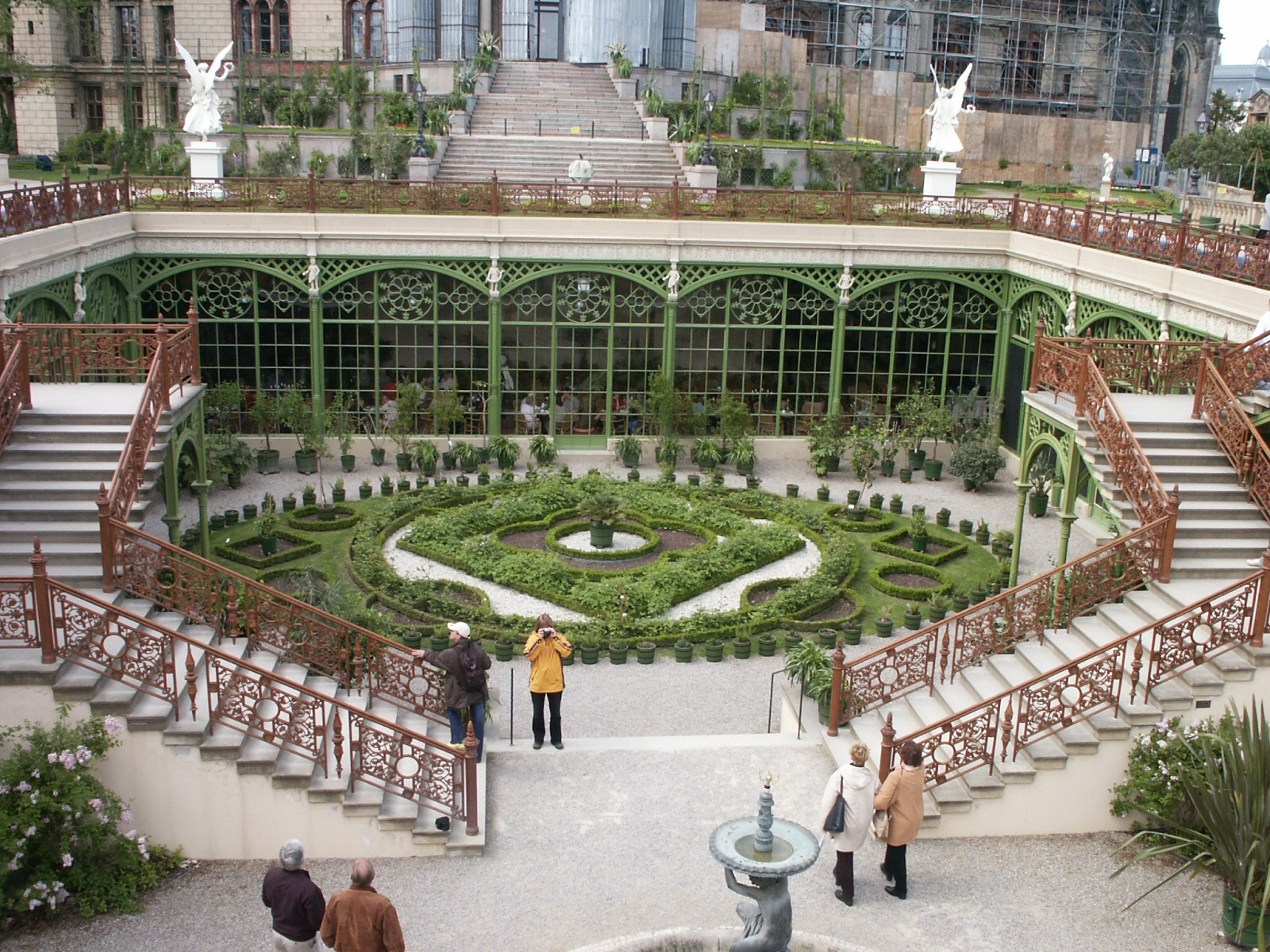
L'orangerie du château de Schwerin
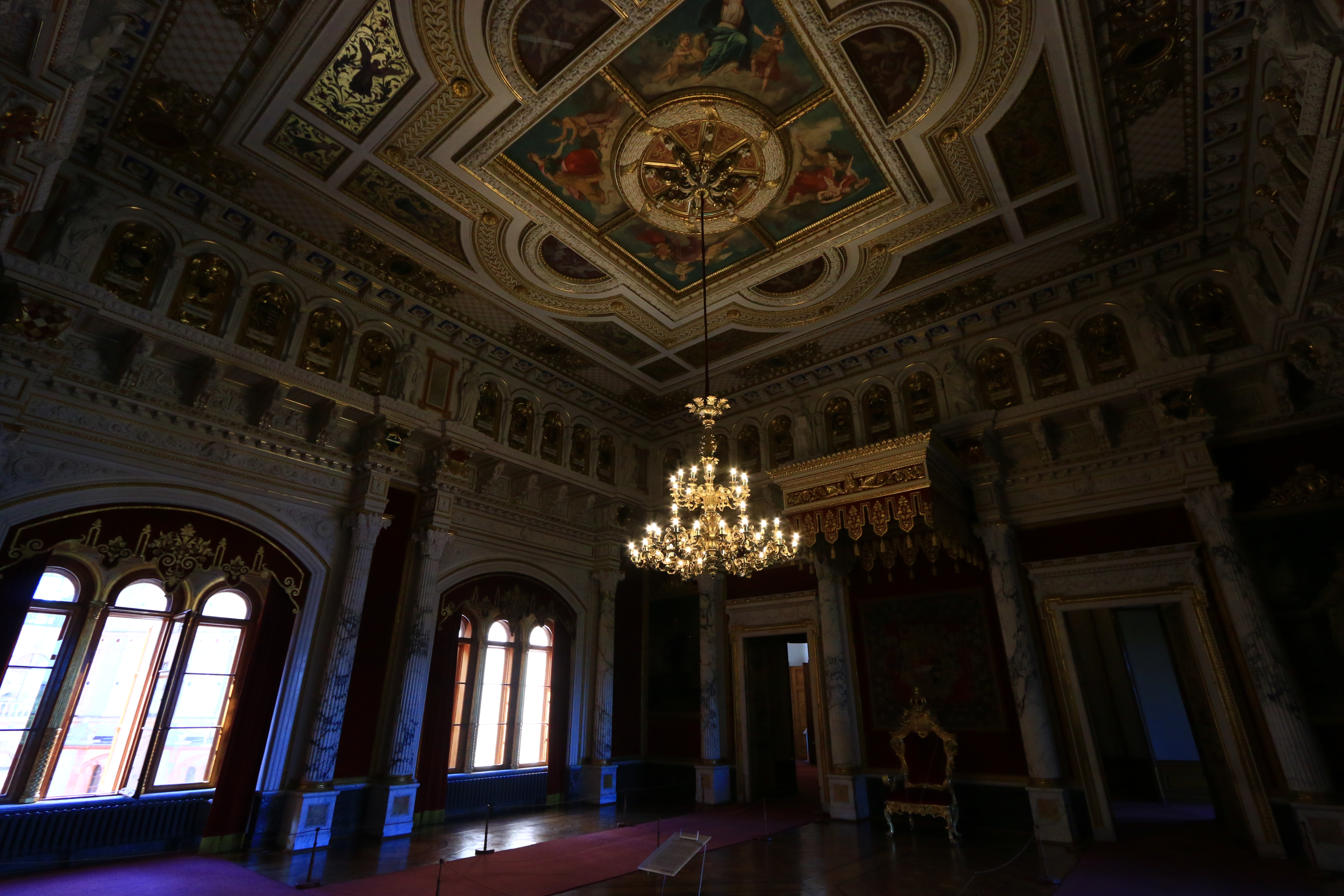
La salle du trône
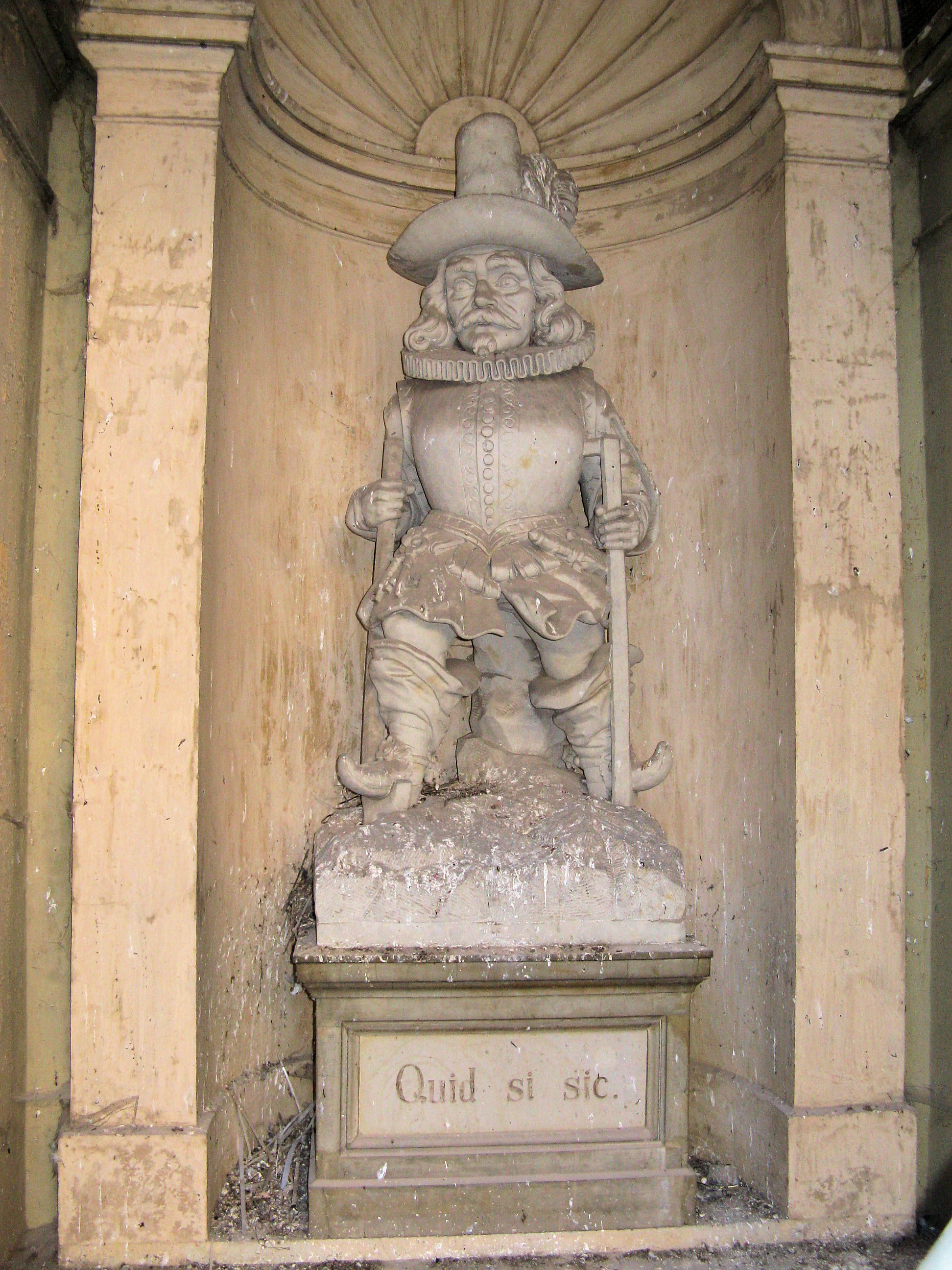
La statue de Petermännchen (de)

### XXesiècle
En décembre 1913, un incendie dévastateur détruisit un tiers des bâtiments. À la suite de la révolution de 1918, le grand-duc de Mecklembourg-Schwerin abdiqua, mais alors seule la reconstruction extérieure avait été réalisée. En 1919, le château passa dans la propriété de l'État, et à partir de 1921, il devint un musée, avec certaines salles ouvertes au public. En 1948, il accueillit le parlement de Mecklembourg-Poméranie-Occidentale à la suite de travaux d'aménagement conduits par l'architecte Friedrich Schmidt. De 1952 à 1981, il fut utilisé par une école de puéricultrice, avant de redevenir un musée jusqu'en 1993. L'orangerie accueillit également un musée de 1961 à 1994. À partir de 1974, certaines salles furent également utilisées comme musée d'art.

Depuis l'été 1990, le parlement de Mecklembourg-Poméranie-Occidentale a de nouveau son siège dans le château de Schwerin.

### XXIesiècle
Le château de Schwerin est inscrit au patrimoine mondial de l'humanité par l'UNESCO en juillet 2024 sous le nom « Ensemble de la résidence de Schwerin ».

## Numismatique
Le château de Schwerin figure sur la pièce commémorative de 2 euros émise par l'Allemagne en 2007 à l'occasion de la présidence du Land de Mecklembourg-Poméranie-Occidentale au Bundesrat.